# Love Shine a Light

Love Shine a Light је песма са којом су Катрина и Вејвс као представници Уједиињеног Краљевства победили на Песми Евровизије 1997. Песма, коју је компоновао Кимберли Ру (Kimberley Rew), је била највећи успех овог састава од хита Walking on Sunshine 12 година раније.
Ру је песму компоновао на захтев брата Алекса Купера, бубњара састава, за химну Самарићана. За представника Уједињеног Краљевства на Песми Евровизије изабрана је јавним гласањем 15. марта 1997, освојивши 69.834 гласова, 11.138 више од другопласиране песме.
Такмичење је одржано 3. маја 1997. у Поинт театру у Даблину. Оркестром је дириговао Дон Ери (Don Airey). Песма је добила максималних 12 поена од 10 земаља од укупно 25 учесница, освојивши укупно 227 поена од могућих 288. Ово је био највећи број поена који је иједна песма освојила до 1997. Број земаља учесница Песме Евровизије је растао, и 2006. је Финска оборила рекорд сакупивши више поена од 37 земаља учесница; међутим, победу песме Love Shine a Light многи су дуго сматрали најубедљивијом победом у историји такмичења. Она је освојила до 2009. највећи број максималних оцена од 12 поена, и победила са до 2009. највећом разликом у односу на другопласирану песму (70 поена) у историји такмичења (оба ова рекорда оборила је Fairytale, норвешка песма победница Песме Евровизије 2009).
Катрина Лесканич, предводник састава, коментарисала је како је у питању била друга глатка победа седмице, након што је два дана раније, 1. маја 1997, Лабуристичка странка Тонија Блера победила на изборима.
Химнична, оптимистична песма Love Shine a Light остала је као једна од иконичних евровизијских песама. Извођена је као део уводног потпурија у посебној ревијалној емисији Честитамо!, коју су Европска унија за радиодифузију и Дански радио организовали у част 50 година Песме Евровизије (а коју је водила сама Лесканич), као и у полуфиналу Песме Евровизије 2006. и бројним изборима за националне представнике.